# Josip Katalinski

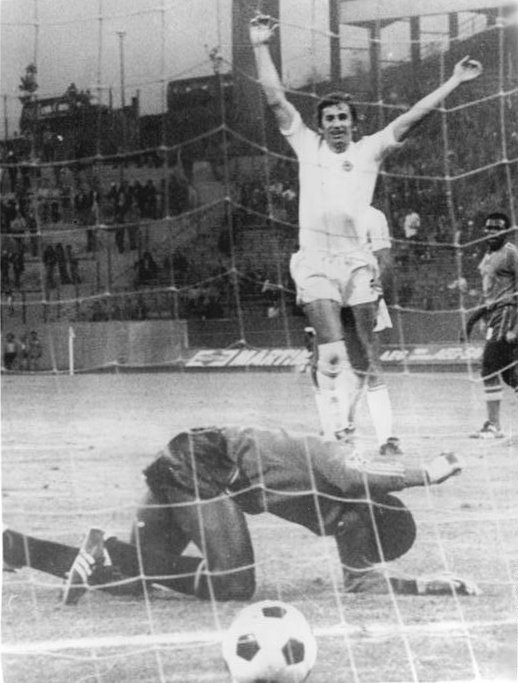
Josip Katalinsk 1974 im Spiel gegen Zaire

Josip „Škija“ Katalinski (* 2. Mai 1948 in Sarajevo, Jugoslawien; † 9. Juni 2011 in Sarajevo, Bosnien-Herzegowina) war ein jugoslawischer Fußballspieler.

## Sportlicher Werdegang
Katalinski begann mit dem Fußballspielen bei FK Igman Ilidža, wo er als Jugendlicher von den Verantwortlichen des FK Željezničar Sarajevo entdeckt wurde. Ein Jahr nach seinem Wechsel debütierte er 1965 in der Wettkampfmannschaft des Klubs, für die der torgefährliche Verteidiger zehn Jahre lang spielte. Die größten Erfolge erreichte er mit der Mannschaft unter Trainer Milan Ribar zu Beginn der 1970er Jahre, als sie 1971 Vizemeister hinter Hajduk Split wurde, im folgenden Jahr den einzigen jugoslawischen Meistertitel der Vereinsgeschichte holte und zudem im Viertelfinale des UEFA-Pokals 1971/72 erst im Elfmeterschießen am ungarischen Vertreter Ferencváros Budapest scheiterte.
In der Folge avancierte Katalinski zum Nationalspieler. Sein Debüt für die jugoslawische Nationalmannschaft feierte er im Juni 1972 im Rahmen der Taça Independência, beim 10:0-Erfolg über Venezuela erzielte der Debütant ein Tor. Letztlich wurde er mit der Auswahlmannschaft Turnierdritter, auch beim abschließenden 4:2-Sieg über Argentinien glänzte er als Torschütze. Zwei Jahre später gehörte er zum Kader bei der WM-Endrunde 1974. Unter Trainer Miljan Miljanić absolvierte er alle sechs Turnierspiele der Auswahl vom Balkan, die jedoch in der zweiten Gruppenphase alle drei Spiele verlor. Im selben Jahr wurde er als Jugoslawiens Fußballer des Jahres geehrt.
Nach Erreichen der Altersgrenze für jugoslawische Spieler durfte Katalinski 1975 ins westliche Ausland wechseln und schloss sich dem französischen Klub OGC Nizza an. Parallel war er zunächst weiter Nationalspieler, bei der Europameisterschaft 1976 bestritt er die beiden (verlorenen) Endrundenpartien. 1977 trat er nach 41 Länderspielen, in denen er zehn Tore erzielt hatte, als Auswahlspieler ab, und ein Jahr später beendete er verletzungsbedingt auch seine Profikarriere nach drei Spielzeiten in der Division 1.